# Centre national des œuvres universitaires (Mali)
 (mars 2014).
Si vous disposez d'ouvrages ou d'articles de référence ou si vous connaissez des sites web de qualité traitant du thème abordé ici, merci de compléter l'article en donnant les références utiles à sa vérifiabilité et en les liant à la section « Notes et références ».
Pour les articles homonymes, voir Centre national des œuvres universitaires.
Le Centre national des œuvres universitaires (CENOU) est un établissement public à caractère administratif (EPA) de la république du Mali. Le Centre national des œuvres universitaires a été créé par l’ordonnance no 01-051/P-RM du 25 septembre 2001, modifiée par la loi no 06-037/AN-RM du 11 août 2006.
Il a vu le jour pour contribuer à l'amélioration des conditions de vie et d'études des étudiants à travers la gestion des bourses, trousseaux (aides accordées aux étudiants maliens chaque début d'année), du logement, du transport, la restauration, les activités sportives et de loisirs, les allocations de vacances et une prise en charge sanitaire en offrant les premiers soins.

## Les objectifs du CENOU
Le Centre national des œuvres universitaires est une institution qui détient son autonomie financière pour s'assurer d'atteindre la satisfaction de ces objectifs entre autres :
- Assurer la gestion des prestations à fournir aux étudiants en matière de logements, de restauration et de transport.
- Participer à la prise en charge des problèmes sanitaires et sociaux des étudiants bénéficiaires des œuvres universitaires.
- Gérer les infrastructures sportives d'enseignement supérieur.
- Contribuer à l'organisation des activités sportives, sociales et culturelles des étudiants.
- Gérer les bourses et aides accordées aux étudiants réguliers maliens.
- Renseigner les étudiants sur les informations qui ont trait aux conditions de vie et d'études.
- faciliter la prise en charge des étudiants dans le cadre de leur mobilité en application des conventions inter-universitaires.
- Effectuer ou faire effectuer toutes les études relatives aux œuvres universitaires[2].

## La structuration du Cenou
Le Cenou a une direction générale sise au quartier Hamdallaye ACI 2000 de Bamako, qui contient plusieurs services dont :
- Un service comptable ;
- Un service administration, affaires juridiques et coopération ;
- Un service allocations financières ;
- Un service logement et restauration ;
- Un service finances et matériel ;
- Un service sport, art, culture et loisirs ;
- Un service de santé et action sociale ;
- Un service de transport ;
- Un service informatique et communication;
- Un service accueil et orientation;

Le Centre National des Œuvres Universitaires dispose d'un organe auxiliaire à Ségou offrant les mêmes services aux étudiants de l'université de Ségou qu'on appelle Centres Régionaux des Œuvres Universitaires(CEROU).

## Les acquis potentiels du CENOU
Pour bien accomplir la mission de satisfaction des étudiants le CENOU est à la charge de patrimoine tel que :
LogementsLe CENOU dispose de certains logements pour l’amélioration des conditions de logement des étudiants au sein des campus sociaux :
- résidences (FAST) de Badalabougou a une capacité de 1040 lits[4]
- résidences (IUG)  de Badalabougou a une capacité de 480 lits
- résidences (point G) de la FMPOS a une capacité de 592 lits
- résidences (IPR/IFRA) de Katibougou a une capacité de 480 lits
- résidences (Ségou)  a une capacité de 86 lits

Vu le nombre croissant de demandeurs de chambre, d'autres résidences sont en cours de construction à savoir les résidences de Kabala avec une capacité de 4000 lits.
Pour les conditions d'attribution de ces chambres, les étudiants réguliers se doivent de remplir un formulaire pour renseigner le CENOU car les logements sont attribués selon des critères entre autres, l'âge, la distance des parents, la performance et la situation sociale. Et une fois l'étudiant sélectionné pour avoir une chambre, il doit payer soit 1 500 Frs chaque mois pour les chambres de 4 lits, soit 1000 Frs chaque mois pour les chambres de lits.
Transportpar décision du ministre de l'éducation en 2005, vingt (20) bus ont été attribués au CENOU dont deux mis à la disposition de l'IPR/IFRA de Katibougou, et un à la disposition de l'institut de recherche Ahmed Baba de Tombouctou. À présent 16 bus fonctionnent par intermittence.
Innovation par la bancarisation des allocations financièrespour mettre fin au calvaire des étudiants à retirer leurs bourses dans un seul guichet où ils étaient soumis à des tracasseries, le gouvernement a mis en place la bancarisation des allocations financières. ECOBANK est la banque qui gère cette opération.
Les critères d'attribution des allocations financièresles allocations sont données selon des critères : Pour la bourse entière(26 250 frs/mois), il faut avoir 7 points ou plus et 6 points pour la demi-bourse pour les nouveaux bacheliers. La répartition des points est comme suit : la moyenne d'admission au bac de 10 à 10.5 est notée de 0 point, la moyenne de 10.51 à 11.50 est notée 2 points la moyenne de 11.5 à 13.50 est notée 3 points, la moyenne supérieure à 13.50 est notée de 5 points.
Pour la scolarité au lycée, l'étudiant qui ne fait que 3 ans au lycée est crédité de 5 points, s'il fait 4 ans au lycée, il bénéficie de 3 points, pour 5 ans il ne bénéficie d'aucun point.
Pour le genre : les nouveaux bacheliers de genre féminin obtiennent une bonification d'un point.
Pour la situation sociale : les nouveaux bacheliers orphelins de père ou de mère bénéficient d'une bonification de deux (2) points.
Les trousseaux  sont attribués à tous les étudiants maliens réguliers inscrits chaque début année sans critère à raison de 38 000 Frs.
 Les allocations de vacances : elles sont payées aux boursiers à raison de 40 000 Frs pour les étudiants bénéficiant de la bourse entière et de 20 000 Frs pour les étudiants bénéficiant de la demi-bourse.